# Kenny y los Eléctricos
Kenny y los Eléctricos es un grupo de rock mexicano formado en 1980 por la cantante Kenny Avilés, líder y vocalista, quien es conocida como "la madre del rock mexicano". La banda inició en Los Ángeles, donde hicieron sus primeras apariciones públicas bajo el nombre de Kenny y The Electrics, tocando en lugares como Whisky a Go Go. A lo largo de su historia, la alineación ha cambiado. En 1990, la banda se separó por completo, iniciando Avilés una carrera como solista. En el reencuentro de 1995 tuvieron que presentarse bajo el nombre de Kenny y los Nuevos Eléctricos y fue hasta el año 2000 cuando recuperaron su nombre original.

## Carrera

### 80's
La banda se formó en Los Ángeles en 1980, apareciendo como Kenny y Electrics. Ese año se mudaron a México, donde nacieron los miembros de la banda, para buscar sus raíces y poder expresarse en español. La música rock en este momento fue recibida con desaprobación y las actuaciones a menudo fueron relegadas a lo que se conoció como hoyos funquis (funky holes). Kenny y los Eléctricos se dieron a conocer en esta escena.
En 1981 grabaron su primer álbum, Electrimanias, bajo el sello independiente New Age Records. Alrededor de este tiempo comenzaron a aparecer nuevos lugares en México. La banda se presentó en Satellite Rock junto con Ritmo Peligroso, Chac-Mool, Botellita de Jerez y Taxi, y en Rockotitlán junto con bandas como Caifanes, Santa Sabina, Rostros Ocultos y Fobia.
Con el sello independiente Comrock graban en 1983 un álbum con Chela Braniff, Juan Navarro y Ricardo Ochoa, este último produjo el álbum.
La banda modificó su nombre a Kenny y los Eléctricos en 1986, y produjo el álbum "Juntos por el Rock" de donde destacan los sencillos "Me Quieres Cotorrear" y "A Woman in Love".
En 1988, los grandes sellos discográficos al ver el éxito de rock en español, comenzaron a buscar artistas que representaran al rock mexicano. Es así que graban el álbum "Kenny...y los Eléctricos" bajo el sello de Discos Melody, de donde se desprende el sencillo más exitoso de su carrera: "No huyas de mi", escrita por Ochoa, Kenny y Aleks Syntek. El disco se convirtió en un clásico del rock mexicano y uno de los más sonados en bares, clubes y discotecas.

### 90's
En 1992, Discos Denver relanzo un material previamente publicado llamado "Toda la noche sin parar". Al año siguiente, graban "Si no estás aquí", teniendo como sencillos "Si no estas aquí" y "Satisfáceme si puedes".
En 1995 comienzan a presentarse como Kenny y Los Nuevos Eléctricos tras conocer a Edgar Carrum. En 1999, la banda grabó un concierto acústico eléctrico: "Sensaciones electroacústicas", definiendo un nuevo sonido para la banda en la próxima década.

## SigloXXI

### Primera década
La agrupación inició con el pie derecho el nuevo milenio al publicar el álbum "Alma Beta", donde viene incluido el tema "Dicen por ahí", que fue muy sonada durante el año 2000 y que además fue nombrada la mejor balada de rock de ese mismo año, asimismo es considerada una de las más representativas de la banda. En 2002, lanzaron material remasterizado en "La Historia: 1980-2000".
En 2003, grabaron el álbum en vivo "Kenny Fest" en Rockotitlan en la Ciudad de México, con invitados como Leonardo de Lozanne, Piro y Alejandro Marcovich. Al año siguiente, lanzaron el DVD "La Reina del Rock" con grabaciones de los conciertos de "Sensaciones electroacústicas" y "Kenny Fest", así como otros videos.
En 2005 publican "Sicodelia" y promocionan el sencillo "Puro amor". Tres años después lanzaron el álbum "Con Tequila en la Sangre", el cual muestra una fusión de música mariachi con rock. La gira promocional del álbum cubrió varias ciudades en México, Los Ángeles en Estados Unidos y Hamburgo y Berlín en Alemania.

### Segunda década
La banda lanzó el álbum original Sex y Rock & Love en 2010.
En 2013, la banda grabó "Otra sensación de concierto electroacústico" que incluye versiones de mariachi-rock de temas de guitarra clásica y músicos invitados. En 2014, lanzaron un álbum doble en Estados Unidos y Canadá: "Los jefes del rock mexicano, volumen 1" con material compilado y el concierto "Otra Sensación". El álbum es considerado el registro más representativo del movimiento latino indie.
La banda celebró su 35 aniversario en 2015, con conciertos de músicos invitados de diferentes períodos de la carrera de la banda, incluidos Alfonso André de Jaguares y Caifanes, Armando Palomas, Avi Michel de Ritmo Peligroso y Baby Batiz. Hicieron una gira de conciertos en los Estados Unidos, y la banda expresó su apoyo a una propuesta de museo de rock mexicano en Coahuila.
En 2018 presentan el EP "Alto Voltaje" bajo el sello Titanio Records, un trabajo que fue inspirado en las raíces clásicas del rock, con ese sonido crudo y potente que caracteriza al género, pero al que ahora pocos acuden. Fue producido por Édgar Carrum, grabado en la Ciudad de México y mezclado en Nueva York. La portada fue hecha por el multifacético Mario Lafontaine, músico, comunicador y amigo de la banda, que también se distingue por sus colaboraciones gráficas.

### Tercera década
En enero de 2020 y con motivo de los 40 años de la banda, grabaron un live session en El Candelero de la CDMX llamado "Mágica sensación", el cual cuenta con amigos de la agrupación y antiguos miembros de la misma. El primer sencillo publicado se llama «Déjate amar», que cuenta con la participación de Ismael Salcedo de Los Daniels, José Manuel Aguilera de La Barranca, Mauricio Clavería de La Ley y el Sr. González.
Le siguieron «Enigma» con Daniel Gutiérrez de La Gusana Ciega, «Me quieres cotorrear» con Tana Planter de Matute y Sax de la Maldita Vecindad y «Dicen por ahí» con Son de la Calle.
Posteriormente se publicará un documental que narrará el proceso de grabación, así como la experiencia de los invitados.
A lo largo de su carrera, se han presentado en múltiples festivales musicales, como el Force Fets, Barro Verde, Vive Latino, Tepoz Fest, Eart Day Festival de Los Ángeles y Rock and Picnic, entre muchos otros.

## Discografía

### Como Kenny and the Electrics
- Electric / Manias (1982)

### Como Kenny y los Nuevos Eléctricos
- Sensaciones electroacústicas (1999)

### Como Kenny y los Eléctricos
- Juntos por el rock (1986)
- Kenny...y los Eléctricos[6] (1988)[7]
- Toda la noche sin parar (1990)
- Si no estás aquí (1993)
- Alma Beta (2000)
- La historia (2002)
- Sicodelia
- Con tequila en la sangre (2008)
- Sex y Rock & Love (2010)
- Otra sensación: desenchufado (2013)
- Los jefes del rock mexicano (2014)
- Alto voltaje (2018)
- Mágica sensación (2020)[8]

## Miembros
| - Kenny Avilés - Voz, armónica, guitarra acústica - Memo McFly - Guitarra - Vladimir Vukovik - Batería - Jorge Wash - Teclados | - Ricardo Ochoa - Sabo Romo - Aleks Syntek - Alejandra Guzmán - Alejandro Marcovich - Lino Nava - José Manuel Aguilera - Felipe Staiti - Jorge Amaro - El Javis - Arturo Ibarra - Julio Díaz - Roberto Bañuelos “Beto Bomba” - Gustavo Lozano - Édgar Carrum - Víctor Yllarremendi - Alex Phillips - Jorge Albornoz "El Che" - Raúl Sánchez |